# Placca dell'Isola di Pasqua

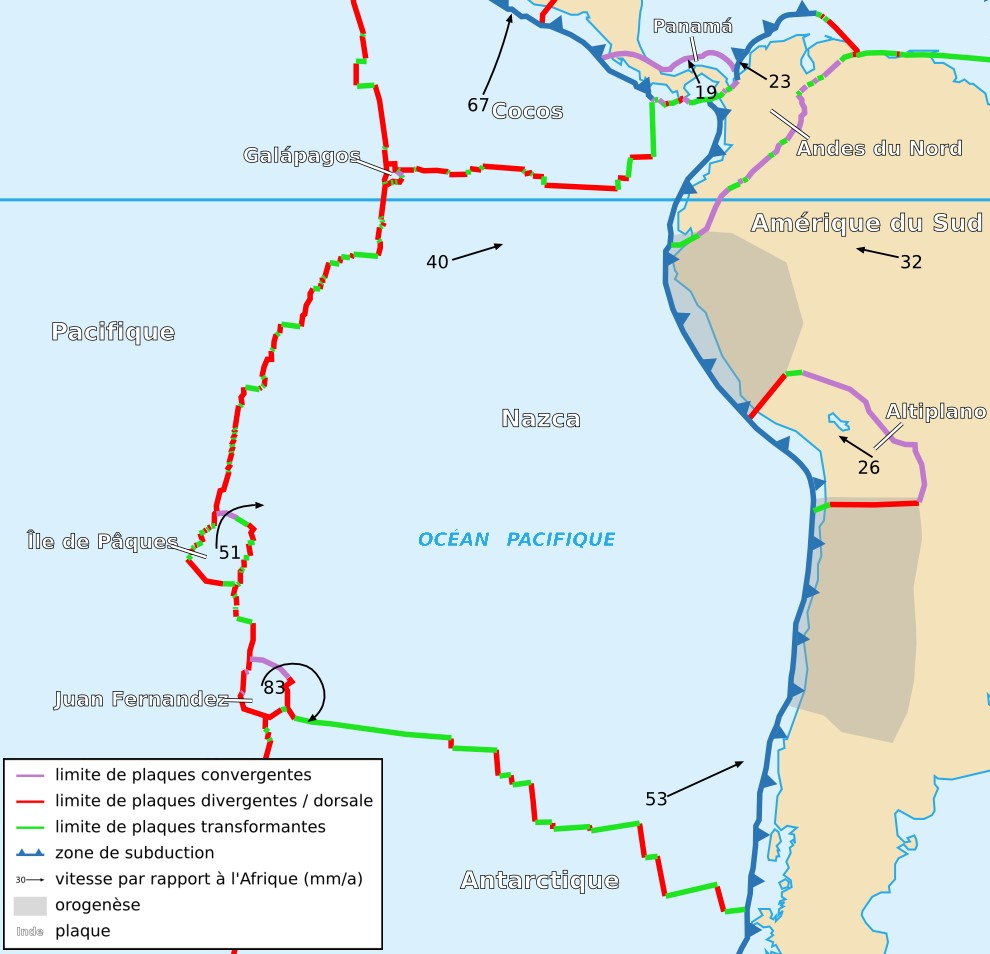
A sinistra della placca di Nazca è possibile vedere la microplacca dell'Isola di Pasqua.

La placca dell'Isola di Pasqua è una piccola placca tettonica della litosfera del pianeta Terra. Per le sue dimensioni (550 km x 410 km) spesso è definita come "microplacca". È stretta tra la placca di Nazca e la placca pacifica.
La placca prende il nome dall'Isola di Pasqua che sorge poco ad est sull'adiacente placca di Nazca.